# Koroužné
Koroužné (in tedesco Koraschna) è un comune ceco situato nel distretto di Žďár nad Sázavou, nella regione di Vysočina.